# Tepetlapa, Veracruz
Tepetlapa är en ort i Mexiko.   Den ligger i kommunen Totutla och delstaten Veracruz, i den sydöstra delen av landet, 230 km öster om huvudstaden Mexico City. Tepetlapa ligger 1 233 meter över havet och antalet invånare är 134.
Terrängen runt Tepetlapa är kuperad. Runt Tepetlapa är det ganska tätbefolkat, med 248 invånare per kvadratkilometer. Närmaste större samhälle är Huatusco de Chicuellar, 8,8 km sydväst om Tepetlapa. I omgivningarna runt Tepetlapa växer i huvudsak städsegrön lövskog.